# Natt på museet: Gravkammarens hemlighet
Natt på museet: Gravkammarens hemlighet (originaltitel: Night at the Museum: Secret of the Tomb även kallad Natt på museet 3) är en amerikansk äventyrs-komedi film från 2014 regisserad av Shawn Levy med Ben Stiller och Robin Williams i huvudroller. Det är uppföljaren till filmerna Natt på museet (2006) och Natt på museet 2 (2009).
Filmen hade biopremiär den 19 december 2014 i USA och i Sverige den 6 februari 2015.

## Handling
Museiföremålen på Naturhistoriska museet i New York börjar bete sig underligt. Nattvakten Larry Daley (Ben Stiller) upptäcker att orsaken är att farao Ahkmenrahs (Rami Malek) guldtavla, den som gör museiföremålen levande på natten, börjar rosta. Olyckligtvis är Ahkmenrahs far den enda som vet mer om tavlans hemlighet än Ahkmenrah själv. Larry får veta att Ahkmenrahs föräldrar finns på British Museum i London. Så tillsammans med Ahkmenrah och några av de andra föremålen reser Larry till London för att få tag på Ahkmenrahs far och hindra magin från att försvinna för alltid.

## Rollista
- Ben Stiller - Larry Daley / Neandertalaren Laaa
- Robin Williams - Theodore "Teddy" Roosevelt / Garuda
- Owen Wilson - Jedediah Smith
- Steve Coogan - Octavius
- Ricky Gervais - Professor Leslie McPhee
- Dan Stevens - Sir Lancelot
- Rebel Wilson - Tilly
- Skyler Gisondo - Nick Daley
- Rami Malek - Farao Ahkmenrah
- Patrick Gallagher - Hunnerhövdingen Attila
- Mizuo Peck - Sacajawea
- Andrea Martin - Arkivisten Rose
- Ben Kingsley - Farao Merenkahre
- Rachael Harris - Madeleine Phelps
- Matt Frewer - Archibald Stanley
- Crystal the Monkey - Dexter
- Dick Van Dyke - Cecil Fredericks
- Mickey Rooney - Gus
- Bill Cobbs - Reginald
- Percy Hynes White - Cecil "C.J." Fredericks
- Brennan Elliott - Robert Fredericks
- Anjali Jay - Drottning Shepseheret
- Hugh Jackman - Sig själv (cameo)
- Alice Eve - Sig själv (cameo)

## Svenska röster
- Jacob Ericksson - Larry Daley / Neandertalaren Laaa
- Roger Storm - Theodore "Teddy" Roosevelt
- Jakob Stadell - Jedediah Smith
- Magnus Mark - Octavius
- Kristian Ståhlgren - Professor Leslie McPhee
- Anastasios Soulis - Sir Lancelot
- Claudia Galli Concha - Tilly
- Simon Sjöquist - Nick Daley
- Joakim Jennefors - Farao Ahkmenrah
- Anders Öjebo - Hunnerhövdingen Attila
- Vivian Cardinal - Sacajawea
- Kajsa Reingardt - Arkivisten Rose
- Steve Kratz - Farao Merenkahre
- Mia Hansson - Madeleine Phelps
- Johan Hedenberg - Archibald Stanley
- Torsten Wahlund - Cecil Fredericks
- Claes Ljungmark - Gus
- Lasse Svensson - Reginald
- Daniel Melén - Cecil "C.J." Fredericks
- Mattias Knave - Robert Fredericks
- Angela Kovács - Drottning Shepseheret
- Andreas Nilsson - Hugh Jackman
- Annika Rynger - Alice Eve